# بيت الزايدي (نجرة)

تعديل مصدري - تعديل

بيت الزايدي هي إحدى قرى عزلة الكابة بمديرية نجرة التابعة لمحافظة حجة، بلغ تعداد سكانها 472 نسمة حسب تعداد اليمن لعام 2004.